# Bunge Limited
Bunge Global ist ein international tätiges Unternehmen des Agribusiness. Der Firmensitz befindet sich in Genf, die Hauptverwaltung befindet sich jedoch in Chesterfield im US-amerikanischen Missouri. Der Konzern beschäftigt in 300 Niederlassungen in über 40 Staaten etwa 23'000 Mitarbeiter und ist seit 2001 an der New Yorker Börse (NYSE) gelistet. 86 % der Aktien sind im institutionellen Besitz, 13 % im Streubesitz, sowie im 0,7 % im Familienbesitz.

## Geschäftsfelder und Marktstellung
Bunge ist einer der weltweit bedeutendsten Lieferanten der Nahrungsmittel- und Futtermittelindustrie. Das Unternehmen ist der weltgrößte Verarbeiter von Ölsaaten, der weltgrößte Abfüller von verzehrbaren Pflanzenölen bzw. -produkten und der größte Produzent und Lieferant von Dünger für die südamerikanische Landwirtschaft. Außerdem ist Bunge ein wichtiger Sojaexporteur und Biodieselhersteller.
Bunge Ukraine ist einer der größten Produzenten von raffiniertem Sonnenblumenöl in der Ukraine. Die Landesniederlassung beschäftigt mehr als 1000 Mitarbeiter und besitzt und betreibt mehrere Getreideheber sowie im Hafen von Mykolajiw ein Getreideexportterminal und ein Werk zur Ölsaatenverarbeitung. Unter Markennamen wie Oleina und Rosumnitsa wird Sonnenblumenöl auch im Land selbst vermarktet. Im
Hafen von Tschornomorsk (damals Illitschiwsk) errichtete Bunge zusammen mit dem ukrainischen Unternehmen Estron ab 2004 ein Ölsaatenpresswerk mit einer Jahreskapazität von 600'000 Tonnen. In Dnipro verarbeitet Bunge Ukraine ebenfalls Ölsaaten. Gemeinsam mit dem spanischen Mühlenkonzern Dacsa errichtete Bunge Ukraine ab 2018 in der Oblast Winnyzja ein Werk zur Maisverarbeitung mit einer Kapazität von 100'000 Tonnen pro Jahr. Aufgrund des Russischen Überfalls auf die Ukraine 2022 schloss Bunge Ukraine bis auf Weiteres seine Büros und Produktionsstätten.

## Geschichte

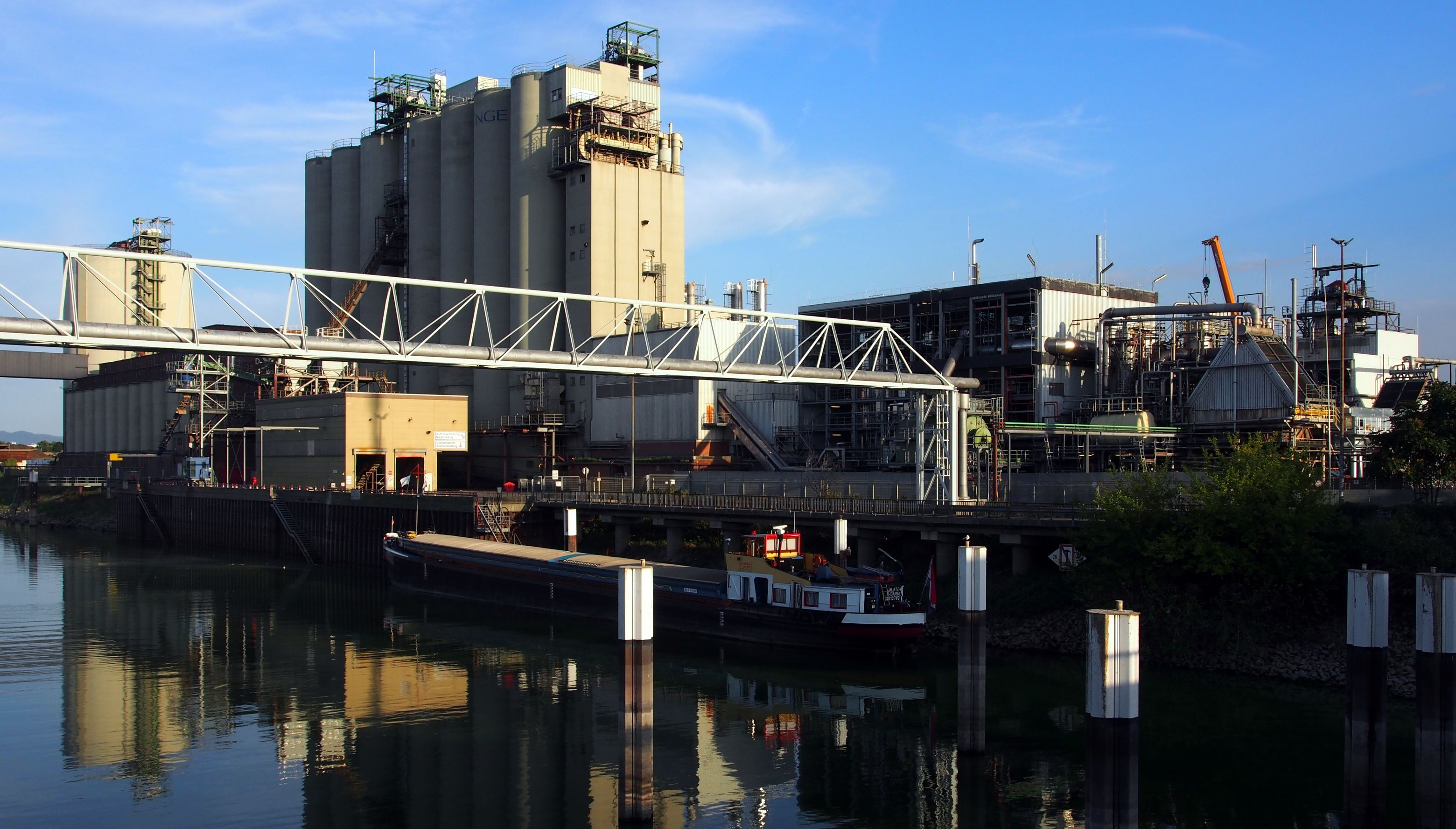
Ölmühle am Bonadieshafen in Mannheim, ehem. VDO

Das Unternehmen wurde 1818 von Johann Peter Gottlieb Bunge (1781–1865) in Amsterdam (Niederlande) gegründet.
Die Firma wurde 1859 von Edouard Bunge nach Antwerpen verlagert. Edouards Bruder, Ernest Bunge, brachte den Namen Bunge 1884 nach Argentinien, und 1905 wurde das Geschäft auf Brasilien und 1918 auf die Vereinigten Staaten ausgedehnt. Das Unternehmen wurde 1994 in die auf den Bermudas registrierte Bunge International umgewandelt und behielt den Namen Bunge y Born nur in Argentinien bei. Bunge blieb ein privates Unternehmen mit 180 Anteilseignern (einschließlich der langjährigen kontrollierenden Familieninteressen) und trennte sich 1998 von fast allen Beteiligungen im Lebensmitteleinzelhandel, um eine größere Rolle im internationalen Agrargeschäft und auf den Rohstoffmärkten zu spielen; zu diesem Zeitpunkt hatte der Bruttojahresumsatz des Unternehmens 13 Milliarden US-Dollar erreicht. Bunge ging schließlich 2001 an die New Yorker Börse und wurde zu Bunge Limited.
Im Juni 2008 übernahm Bunge den größten Hersteller von Maissirup, Corn Products International, für 4,4 Mrd. US-Dollar. In Deutschland hat Bunge 2008 die Walter Rau Lebensmittelwerke übernommen.
Im Juni 2023 wurde bekannt gegeben, dass das Agrarunternehmen Viterra für $ 6,2 Mrd. in Aktien und $ 2 Mrd. in bar übernommen werden soll. Im selben Jahr verlegte Bunge seinen Sitz von Bermuda in die Schweiz.

## Kritik
Bunge wird von der Umweltschutzorganisation Greenpeace vorgeworfen, über den Anbau von Soja in Brasilien direkt und indirekt zur Abholzung des Regenwaldes vor allem in der Region Cerrado beizutragen.